# Professor's Cube

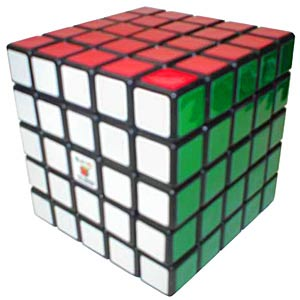
O Professor's Cube

O Professor's Cube (Cubo do Professor em português) é um quebra-cabeça de combinação, uma versão 5 × 5 × 5 do Cubo de Rubik. Tem qualidades em comum tanto com o original Cubo de Rubik 3 × 3 × 3 quanto com o 4 × 4 × 4 (Rubik's Revenge).

## Nome
As primeiras versões do cubo 5 × 5 × 5 vendido na Barnes & Noble eram comercializadas sob o nome Professor's Cube, mas atualmente, a Barnes and Noble vende cubos que são simplesmente chamados de "5 × 5". Mefferts.com oferece uma versão de edição limitada do cubo 5 × 5 × 5 chamado Professor's Cube. Esta versão tem azulejos coloridos em vez de adesivos. A Verdes Innovations vende uma versão chamada V-Cube 5.

## Funcionamento
O projeto original de Cubo do Professor, de Udo Krell, usa um cubo expandido de 3 × 3 × 3 como manto, com as peças da borda central e os cantos saindo do centro esférico de mecanismo idêntico ao cubo 3 × 3 × 3. Todas as peças não centrais têm extensões que se encaixam em ranhuras nas peças externas do 3 × 3 × 3, o que as impede de cair do cubo enquanto faz uma curva. Os centros fixos têm duas seções (uma visível e outra oculta) que podem girar de forma independente. Esse recurso é exclusivo para o design original.
A versão de Eastsheen do quebra-cabeça usa um mecanismo diferente. Os centros fixos mantêm os centros próximos às bordas centrais no lugar, que por sua vez mantêm as bordas externas. As bordas não centrais mantêm os cantos no lugar e as seções internas das peças de canto não alcançam o centro do cubo.
O mecanismo V-Cube 5, projetado por Panagiotis Verdes, tem elementos em comum com ambos. Os cantos alcançam o centro do quebra-cabeça (como o mecanismo original) e as peças centrais mantêm as bordas centrais no lugar (como o mecanismo de Eastsheen). As arestas médias e as peças centrais adjacentes a elas constituem a armação de suporte e estas têm extensões que mantêm o resto das peças juntas. Isso permite uma rotação suave e rápida e cria a versão mais rápida e durável do quebra-cabeça. Ao contrário do design original 5 × 5 × 5, o mecanismo V-Cube 5 foi projetado tendo em mente a velocidade de rotação.

## Solução

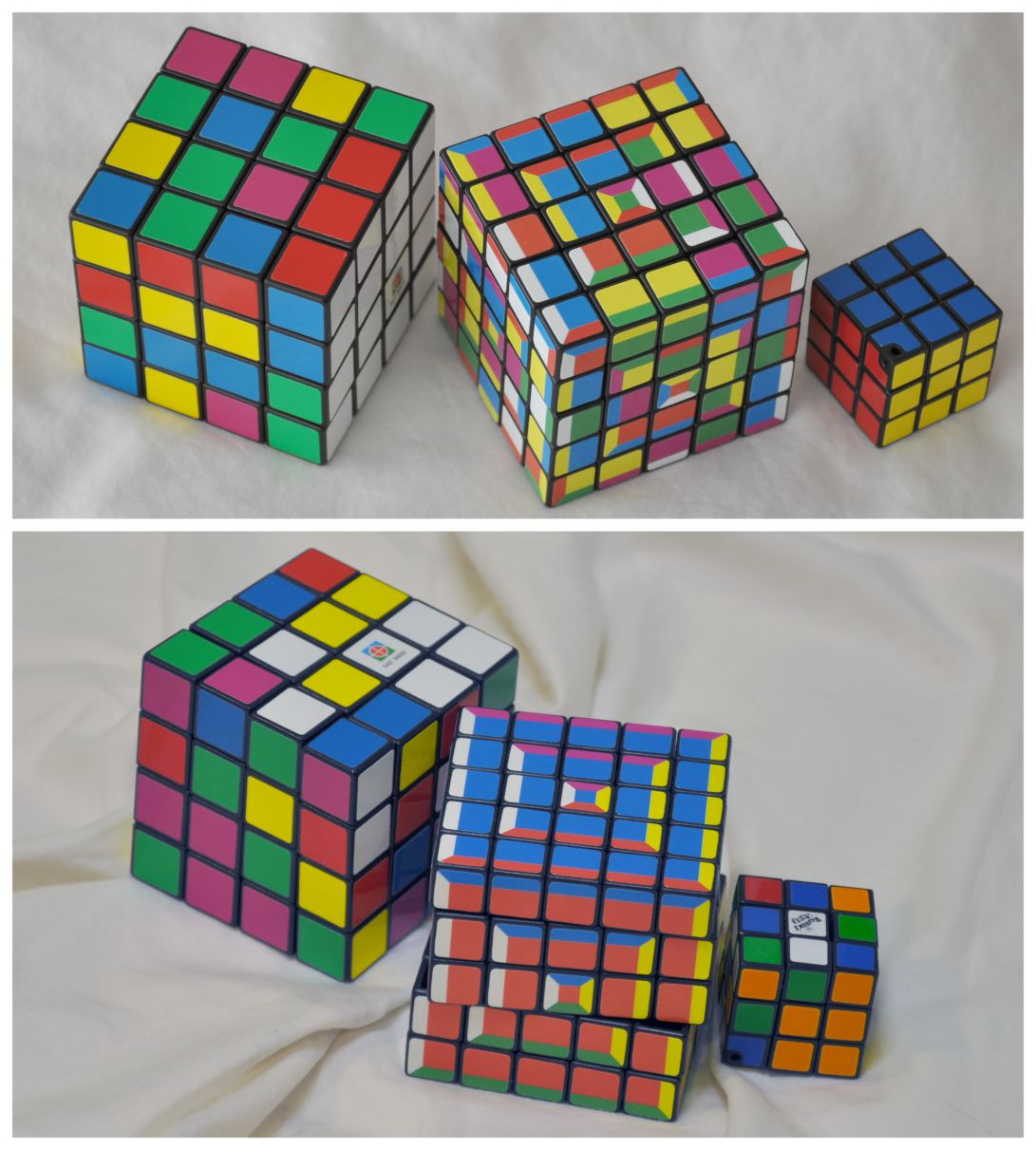
No meio à um cubo EastSheen 5×5×5 com adesivos multicoloridos, o que aumenta a dificuldade porque os centros precisam estar nos lugares corretos.

Pessoas capazes de resolver rapidamente quebra-cabeças como esse normalmente favorecem o método de redução de agrupar partes de arestas semelhantes em tiras sólidas, e se concentram em blocos de uma cor. Isso permite que o cubo seja rapidamente resolvido com os mesmos métodos que se usaria para um cubo 3 × 3 × 3. Como ilustrado à direita, os centros fixos, arestas intermediárias e cantos podem ser tratados como equivalentes a um cubo 3 × 3 × 3. Como resultado, uma vez que a redução esteja completa, os erros de paridade às vezes vistos no 4 × 4 × 4 não podem ocorrer no 5 × 5 × 5, ou qualquer cubo com um número ímpar de arestas para esse assunto.
Outra estratégia freqüentemente usada é resolver as bordas do cubo primeiro. Os cantos podem ser colocados exatamente como estão em qualquer ordem anterior de quebra-cabeça de cubo, e os centros são manipulados com um algoritmo semelhante ao usado no cubo 4 × 4 × 4.
Uma estratégia menos usada é resolver um lado e um aro primeiro, depois o segundo, terceiro e quarto aro e finalmente o último lado e aro. Isto é, como construir um prédio. Primeiro o porão, depois cada andar e finalmente o telhado.